# Indian River (Yukon River)
Der Indian River (engl. für „Indianer-Fluss“) ist ein rechter Nebenfluss des Yukon River im kanadischen Yukon-Territorium.
Der Indian River entsteht am Zusammenfluss von Wounded Moose Creek, Dominion Creek und Scribner Creek, 5 km südwestlich der Siedlung Dominion. Der Indian River durchfließt das Klondike-Plateau in überwiegend westnordwestlicher Richtung und mündet nach einer Strecke von etwa 80 km 35 km südsüdwestlich von Dawson in den Yukon River. 
Der Fluss weist insbesondere im Mittelabschnitt ein stark mäandrierendes Verhalten mit vielen engen Flussschleifen auf. Das Einzugsgebiet des Indian River umfasst etwa 2220 km².
Im Flusstal des Indian River sowie in den Tälern der Zuflüsse befinden sich zahlreiche Goldminen. Es existieren zahlreiche Gruben und Baggerseen entlang den Flussläufen. Es werden neben Gold noch andere Minerale aus den Flusssedimenten gewonnen. 